# Apja järved
Apja järved är två sjöar i södra Estland. De ligger i Valgamaa, 220 km söder om huvudstaden Tallinn. Den större heter Suur-Apja järv (Stora Apjasjön) och den mindre Väiku-Apja järv (Lilla Apjasjön).
Trakten ingår i den hemiboreala klimatzonen. Årsmedeltemperaturen i trakten är 3 °C. Den varmaste månaden är juli, då medeltemperaturen är 18 °C, och den kallaste är februari, med −10 °C.